# Азад-Кашмир
Аза́д-Кашми́р (урду آزاد جموں و کشمیر; буквально «Свободный Кашмир»; официально также Госуда́рство Аза́д Джа́мму и Кашми́р) — самая западная административная единица в пределах управляемой пакистанцами части прежнего княжества Кашмир. Де-факто является частью Пакистана, хотя официально признаётся Пакистаном в качестве «самоуправляемого государства со своим избираемым президентом, премьер-министром, законодательным собранием, верховным судом и официальным флагом». Граничит с современной индийской территорией Джамму и Кашмир (с некоторыми оговорками), а также с пакистанскими провинциями Хайбер-Пахтунхва на западе, Гилгит-Балтистан на севере и Пенджабом на юге. При этом Индия претендует на территорию Азад-Кашмира и официально считает её западной частью своей союзной территории Джамму и Кашмир. Административный центр — город Музаффарабад. Азад-Кашмир занимает территорию в 11 639 км² с населением приблизительно 4,5 млн чел.
Большинство населения Азад-Кашмира составляют этнические пенджабцы-мусульмане.
Гимн Азад-Кашмира — «Ватан Хамара Азад Кашмир».

## История
Свободный Кашмир провозглашён в октябре 1947 года в знак протеста против непопулярного в Кашмире махараджи Хари Сингха. После Первой индо-пакистанской войны сложились сегодняшние фактические границы, включающие лишь западные части географических регионов Кашмир и Джамму (то есть оба основных города — Сринагар и Джамму — остались в Индии). Согласно резолюциям ООН, статус Кашмира должен определиться путём плебисцита или референдума; от идеи проведения второго Индия отказалась, разъяснив, что решение местного совета, давшего согласие на нахождение в составе Индии, является заменой плебисцита. Пока же настоящий плебисцит не проведён, Азад-Кашмир фактически является провинцией Пакистана. Формально Азад-Кашмир не отделялся от штата Джамму и Кашмир, а существование свободного штата Джамму и Кашмир характеризуется как временное, пока вся территория не перейдёт в состав Пакистана (см. аналогию — Свободная зона в Сахарской АДР). Раздел Джамму и Кашмира по религиозному признаку, предложенный посланником ООН сэром Оуэном Диксоном в сентябре 1950 года, отклонён и Индией, и Пакистаном. В 2019 году Индия разделила штат Джамму и Кашмир на две союзные территории: Ладакх и Джамму и Кашмир, к последней из которых формально и была отнесена территория Азад-Кашмира.

## Округа
Территорию Азад-Кашмира составляют 3 региона, которые делятся на 10 округов:
| №     | Округ        | Регион       | Адм. центр     | Площадь, км² | Население, чел. (2009, оценка) | Плотность, чел./км² |
| ----- | ------------ | ------------ | -------------- | ------------ | ------------------------------ | ------------------- |
| 1     | Бхимбер      | Мирпур       | Бхимбер        | 1516         | 401 000                        | 265                 |
| 2     | Котли        | Мирпур       | Котли          | 1862         | 746 000                        | 401                 |
| 3     | Мирпур       | Мирпур       | Мирпур         | 1010         | 419 000                        | 415                 |
| 4     | Музаффарабад | Музаффарабад | Музаффарабад   | 1642         | 615 000                        | 375                 |
| 5     | Хаттиан      | Музаффарабад | Хаттиан-Бала   | 854          | 225 000                        | 263                 |
| 6     | Нилум        | Музаффарабад | Атхмукам       | 3621         | 171 000                        | 47                  |
| 7     | Пунч         | Пунч         | Равалакот      | 855          | 524 000                        | 613                 |
| 8     | Хавели       | Пунч         | Форвард-Кахута | 598          | 138 000                        | 231                 |
| 9     | Багх         | Пунч         | Багх           | 770          | 351 000                        | 456                 |
| 10    | Судхнати     | Пунч         | Паландри       | 569          | 278 000                        | 489                 |
| Всего | Всего        | Всего        | Всего          | 13 297       | 3 868 000                      | 291                 |

## Экономика
В Азад-Кашмире расположена третья по мощности ГЭС Пакистана — дамба Мангла.